# Mousse de maracuyá

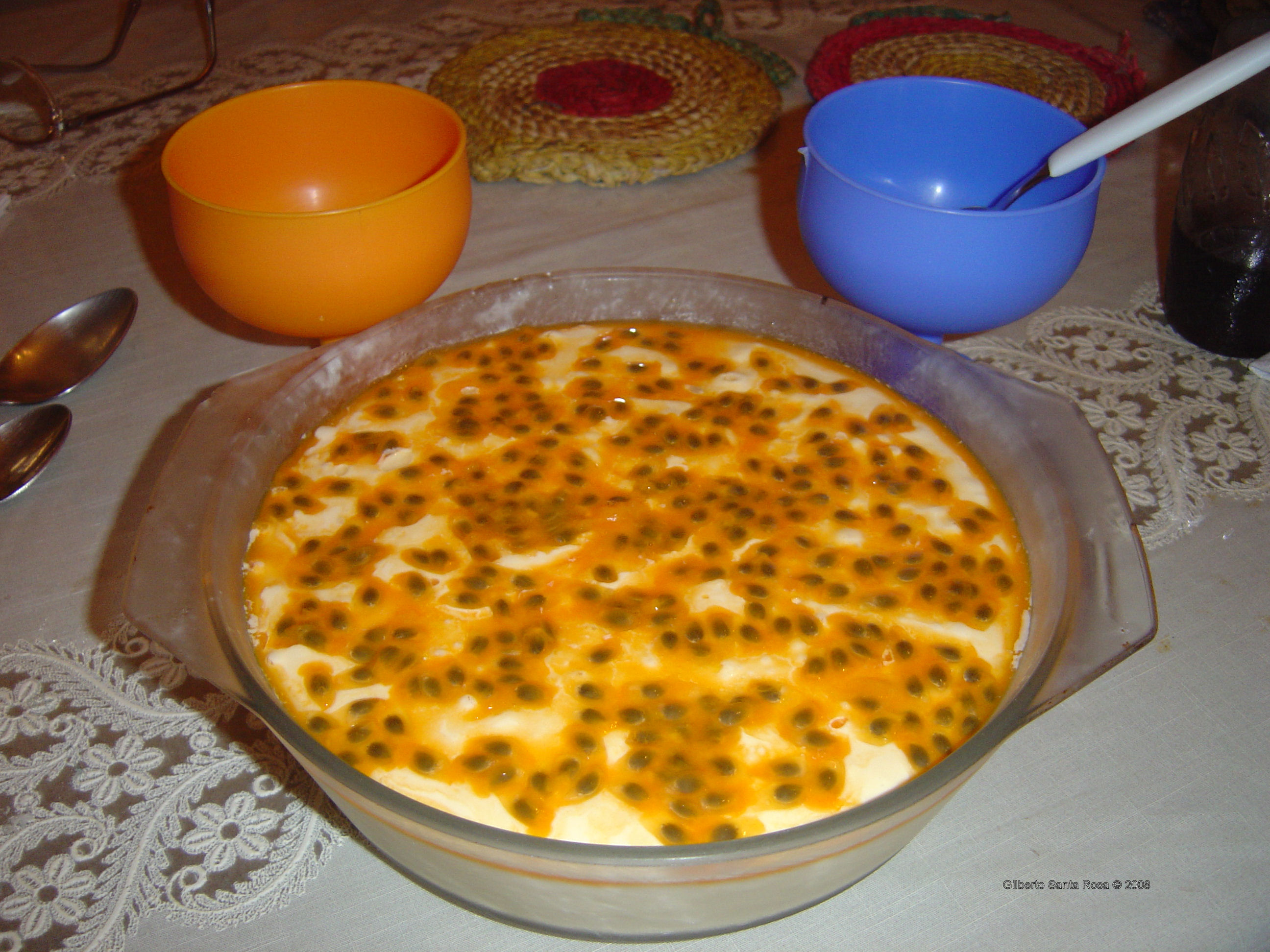
Un plato de mousse de maracuyá

La mousse de maracuyá (en portugués, mousse de maracujá, o simplemente musse) es una variedad típica de la mousse de la gastronomía brasileña y la de la isla portuguesa de Madera, que data de 1962. Generalmente está menos aireada que las versiones tradicionales.
Hay variedad de recetas, pero generalmente se elabora con gelatina, clara de huevo, leche condensada y jugo concentrado de maracuyá, especialmente de la variante amarilla (Passiflora edulis f. flavicarpa). A menudo también se agrega crema de leche, durante la preparación o junto con la mousse preparada; a veces también se usa azúcar.
Así mismo, en ocasiones se preparan mousses similares con otras frutas, como uvas, guayabas y fresas.

## Historia
A principios de la década de 1960, la sucursal brasileña de Nestlé enfrentó una caída en las ventas de La Lechera —en Brasil comercializada como Leite Moça—, su marca de leche condensada. A partir de 1961, Nestlé comenzó a organizar cursos de cocina y se asoció con escuelas de cocina para promover La Lechera. Algo que tuvo mucho éxito: Nestlé experimentó un crecimiento de menos del 10 % de los ingresos en cursos que incluían La Lechera en 1961, a más del 70 % de los cursos que la utilizaban de alguna manera en 1964.
Esto afectó a la cocina brasileña, especialmente a los postres: recetas que antes eran muy similares a las europeas fueron adaptadas y modificadas para utilizar leche condensada. En el caso de la mousse, resultó más espesa y menos aireada, con un tiempo de cocción más corto. Poco después comenzaron a aparecer recetas de mousse de maracuyá; los primeros ejemplos datan de 1962.